# Великий Олександрів
Вели́кий Олекса́ндрів — село в Україні, у Віньковецькій селищній громаді Хмельницького району Хмельницької області. Населення становить 989 осіб.

## Географія
У селі річка Батіжок впадає у річку Ушиця. На території села знаходиться древнє святилище Марусин камінь на західному схилі гори Кулинків.

## Населення

### Мова
Розподіл населення за рідною мовою за даними перепису 2001 року:
| Мова            | Кількість | Відсоток |
| --------------- | --------- | -------- |
| українська      | 984       | 99.49%   |
| російська       | 4         | 0.41%    |
| інші/не вказали | 1         | 0.10%    |
| Усього          | 989       | 100%     |

## Історія
Село Великий Олександрів розташоване на р. Батіжок, що впадає в річку Ушиця. Великий Олександрів до 60-х років XIX століття мало назву Поросятків, вперше згадується в 1420 році (в 1420 р. записано було, Витовтом 100 гривень Григорию Баговскому на с. Малиничиі Свиняче в пов. Кам'янецькому"). Згодом Поросятків згадується в люстрації Барського староства 1441 р. Село Поросятків (villa Prossyathkow) значиться серед заставлених сіл, що належали до Кам'янецького повіту в 1469 р. (частина В, стор. 48).
У XVII столітті Поросятків був містечком, староством привілейованим маєтком сестри короля Польщі Станіслава Августа — графині Замойської. У 1795 році генерал-поручику графу Івану Євстафійовичу Ферзену імператриця Катерина II подарувала село але з'ясувалось, що цим селом володіла графиня, то на прохання її брата Поросятків був повернений Замойській та визнаний її спадковим маєтком.
Згодом, 1819 р. Поросятків разом з Пилипами Поросятківськими і Майданом Поросятківським переходить у власність великого польського магната, князя Антонія Яблоновського, який взяв за дружину представницю з роду Мнішеків. 1825 року Антонія Яблоновського було заарештовано за участь в масонській ложі і підготовку повстання декабристів і маєток придбаває сім'я магната Стадницького, у якої частину (Григорівку) викупляє Мартин-Леопольд Тржецеський.
У 1865 році у Стадницьких і Тржецеського маєток викупив генерал Александер фон Людерс, саме він перейменував Поросятків в Олександрів. Оскільки село було центральним володінням, його почали іменувати Великим Олександровом, а навколишні села — Малим Олександровом, Майданом-Олександрівським, Пилипами-Олександрівськими.
7 (20) листопада 1917 року, відповідно до Третього Універсалу Української Центральної Ради, увійшло до складу Української Народної Республіки.
У 1918-1922 роках в селі діяв повстанський загін отамана Климентія Березніцького, який входив у групу повстанських загонів і організацій Правобережної України  отамана Якова Гальчевського "Орлика". Загін вів активну антибільшовицьку боротьбу на теренах від сучасної Деражнянщини до Дністра. 5 березня 1922 року потрапивши у засідку в селі Великий Олександрів, Березніцький був вбитий в урочищі Поренча, разом з ним в бою загинуло 5 козаків, де могила отамана невідомо. Донедавна у селі проживала рідна сестра отамана Розалія.
У 1921 році у Великому Олександрові утворено першу раду селянських депутатів. Великоолександрівська сільська рада, якій підпорядковувались села Малий Олександрів, Пилипи-Олександрівські та хутір Григорівка, входила до Віньковецького району, з 1927 року по 1938 рр. Затонського району.
Село постраждало внаслідок геноциду українського народу, проведеного урядом СРСР 1932—1933.
1941—1944 — територія Віньковеччини була вільна від сталінської влади і знаходилася під окупацією німецької влади.
У 1946 -1951 роках у лісах довкола Великого та Малого Олесандрова активно діяли боївки Віньковецького надрайонного проводу ОУН.
12 червня 2020 року, відповідно до розпорядження Кабінету Міністрів України № 727-р «Про визначення адміністративних центрів та затвердження територій територіальних громад Хмельницької області», увійшло до складу Віньковецької селищної громади.
19 липня 2020 року, після ліквідації Віньковецького району, село увійшло до Хмельницького району.

## Відомі люди
- Данілов Віталій Богданович — президент Об'єднання професіональних футбольних клубів України «Прем'єр-ліга», народний депутат.